# Miao Xiaochun
Miao Xiaochun (缪晓春; pinyin: Miào Xiǎochūn; * 1964 in Wuxi, Jiangsu, Volksrepublik China) ist ein chinesischer Fotokünstler und Computergrafiker.

## Leben und Karriere
Von 1982 bis 1986 studierte Miao Xiaochun an der Universität Nanjing, 1986 bis 1989 an der Zentralakademie der Feinen Künste in Peking. 1989 bis 1995 lebte er als Künstler in Peking. 1995 bis 1999 studierte er an der Kunsthochschule Kassel. Seit 1999 ist er Dozent am Department Photography and Digital Medie of Central Academy of Fine Arts in Peking.
In seinem Werk Last Judgement in Cyberspace bezieht er sich auf Michelangelos Fresko in der Sixtinischer Kapelle in Rom.
Miao Xiaochun lebt und arbeitet in Peking.

## Auszeichnungen
- Alcatel prize PinYao International Photo Fair

## Ausstellungen (Auswahl)
- 2010: Macromania, Ludwig Museum im Deutschherrenhaus Koblenz